# Alliantiepartij van Fiji
De Alliantiepartij van Fiji (Engels: Fiji Alliance Party, FAP) is een politieke partij op de Fiji eilanden.
De FAP werd in 1966 opgericht door Kamisese Mara, een Fijiaans nationalist. De partij werd vooral gesteund door de etnische Fijianen. In 1966 won de FAP de verkiezingen en in oktober 1967 werd Kamisese Mara eerste minister van Fiji en in 1970, toen Fiji zijn onafhankelijkheid verkreeg, premier.
Bij de verkiezingen van maart 1977 werd de FAP verslagen door de door etnische Indo-Fijianen gedomineerde National Federation Party (NFP). Desondanks werd Kamisese Mara door de gouverneur-generaal van Fiji (een familielid van Mara) herbenoemd als premier en werd de NFP buiten de regering gehouden. Er werden nieuwe verkiezingen gehouden en dankzij de interne verdeeldheid binnen de NFP, won de FAP deze.
Bij de verkiezingen van 1987 werd de FAP verslagen door een Indo-Fijiaanse coalitie onder leiding van Timoci Bavadra. Bavadra werd premier, maar werd een maand na zijn verkiezing bij een staatsgreep onder luitenant-kolonel Sitiveni Rabuka afgezet. Rabuka vormde een junta en benoemde na enige tijd Kamisese Mara opnieuw tot premier. Rabuka ontbond echter de FAP.
In 2005 herleefde er een partij onder de naam Alliantiepartij van Fiji. Oprichter Ratu Epeli Ganilau, is een schoonzoon van Kamisese Mara.

## Politieke ideologie
De politieke ideologie van de FAP die van 1966 tot 1987 bestond was het conservatieve nationalisme. De FAP onderhield nauwe betrekkingen met de Britse Conservative Party, de Australische Liberale Partij en de Amerikaanse Republikeinse Partij. De FAP maakte deel uit van de Internationale Democratische Unie (IDU).